# Fysisch geograaf
Een fysisch geograaf houdt zich bezig met de fysische geografie (ook wel natuurkundige aardrijkskunde genoemd), dat wil zeggen de bestudering van de verschijnselen aan het aardoppervlak, in het bijzonder de wisselwerking die zich voordoet in het landschap tussen gesteente, reliëf, klimaat, bodem, water, lucht, flora, fauna en de mens. 
In Nederland was Fysische geografie tot voor kort een zelfstandige studierichting van de Universiteit van Amsterdam, de Vrije Universiteit van Amsterdam en de Universiteit Utrecht. Thans maakt de fysische geografie op de meeste universiteiten deel uit van de opleiding aardwetenschappen.